# Waterloo (metropolitana di Londra)
Waterloo è una stazione delle linee Bakerloo, Jubilee, Northern e Waterloo & City della metropolitana di Londra.

## Storia
La stazione è stata aperta l'8 agosto 1898 dalla Waterloo & City Railway (W&CR). Originariamente la stazione della metropolitana di Waterloo faceva parte esclusivamente dell'omonima linea.
Il 10 marzo 1906, però, fu aperta al pubblico la Baker Street & Waterloo Railway (l'odierna linea Bakerloo), linea che serviva anche la stazione di Waterloo. Invece, venti anni dopo questo avvenimento (precisamente il 13 settembre 1926), si estese la Hampstead & Highgate Line (le odierne diramazioni di Charing Cross e di Edgware della linea Northern): infatti tale linea si estese a nord (comprendendo Brent Cross, Hendon Central, Colindale, Burnt Oak e Edgware) e a sud, passando per Waterloo fino ad arrivare a Kennington.
Nel 1948 Waterloo divenne parte anche delle British Railways, in seguito a degli accordi presi con le maggiori filiali ferroviarie.
Nel 1999, Waterloo venne inclusa nella cosiddetta Jubilee Line Extension, ossia un'estensione che, partendo da Green Park, sarebbe terminata a Stratford. Waterloo è stata la seconda stazione a far parte di quest'estensione (a partire dal capolinea nord), dopo Westminster.

## Interscambi
La stazione consente l'interscambio con la stazione di Londra Waterloo e la stazione di Waterloo Est della National Rail.
Nelle vicinanze della stazione effettuano fermata numerose linee urbane automobilistiche, gestite da London Buses.
Dal Waterloo Millennium Pier, inoltre, è possibile fruire dei servizi fluviali di Londra gestiti da TfL.
- Stazione ferroviaria (Stazioni di Waterloo e Waterloo East - linee nazionali)
- Fermata autobus
- Molo fluviale (Waterloo Millennium Pier - London River Services)

## Galleria d'immagini

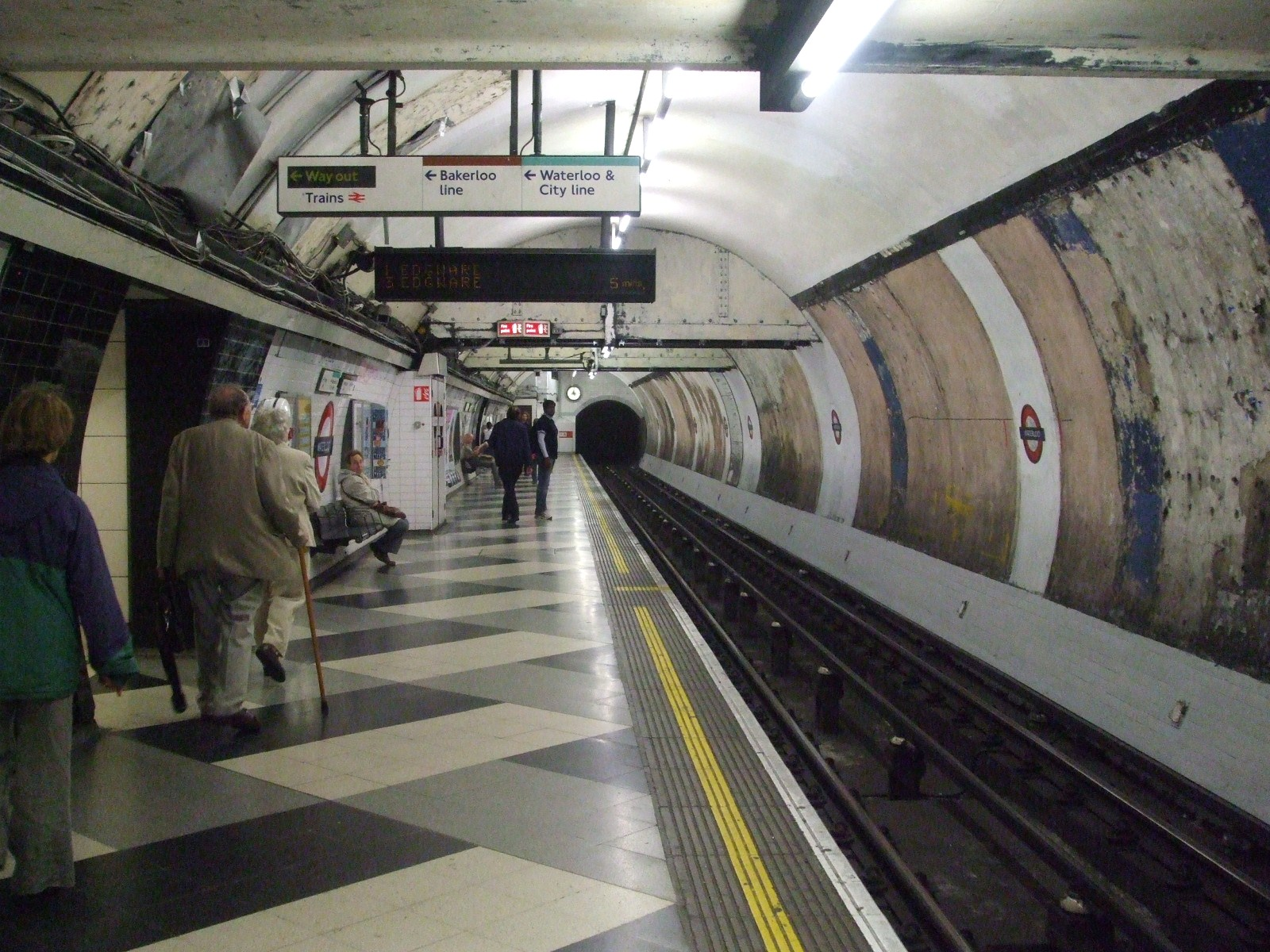
La piattaforma sulla Northern Line.
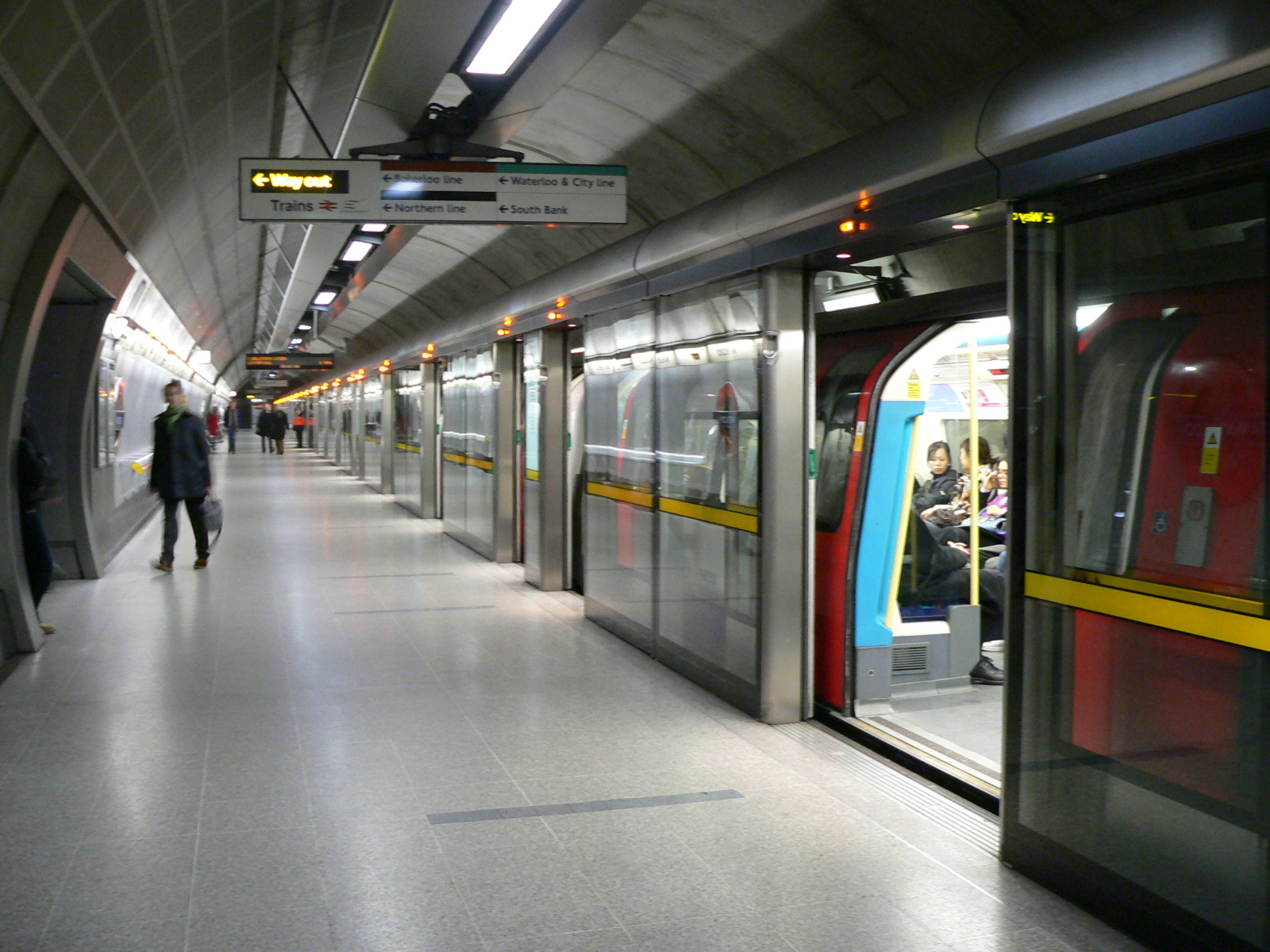
La piattaforma sulla Jubilee Line.
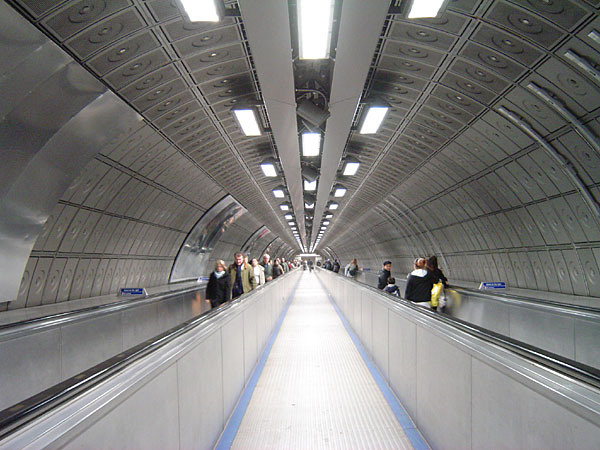
Marciapiede mobile che collega le piattaforme della Northern Line e della Jubilee Line.